# Inácio I de Constantinopla
Inácio de Constantinopla (em grego: Ιγνάτιος; romaniz.: Ignatios - ; em latim: Ignatius) foi o patriarca de Constantinopla de 4 de julho de 847 até 23 de outubro de 858 e novamente de 867 até a sua morte, em 23 de outubro de 877. No martirológio romano da Igreja Católica Romana, ele é considerado um santo, comemorado no dia 23 de outubro.
O seu nome de nascença era Nicetas e ele era filho do imperador bizantino Miguel I e de Procópia. Seu avô por parte de mãe era o imperador Nicéforo I, o Logóteta.

## Vida e obras
Embora ele fosse ainda uma criança, Nicetas já ganhou um comando nominal de alguns novos corpos da guarda imperial, os Hicanátos. Ele foi castrado à força (tornado-o, assim, incapaz de se tornar imperador, pois o cargo não poderia ser ocupado por um eunuco) e tonsurado após a deposição de seu pai em 813 Ele fundou três mosteiros na Ilhas dos Príncipes, um lugar frequentemente escolhido para exilar membros tonsurados da casa real.
A imperatriz-mãe Teodora designou Inácio, um firme opositor do iconoclasma, para suceder ao patriarca Metódio I em 847 Inácio logo se envolveu no conflito entre os estuditas (monges do Mosteiro de Estúdio) e os moderados sobre a questão de depor ou não os clérigos que tinham cooperado com as políticas iconoclastas no passado. Inácio tomou a posição dos conservadores estuditas e depôs o arcebispo de Siracusa, Gregório Asbestas, o líder do partido moderado. Asbestas apelou ao Papa Leão IV e, assim, iniciou o período fricção entre a Igreja de Roma e a Igreja de Constantinopla.

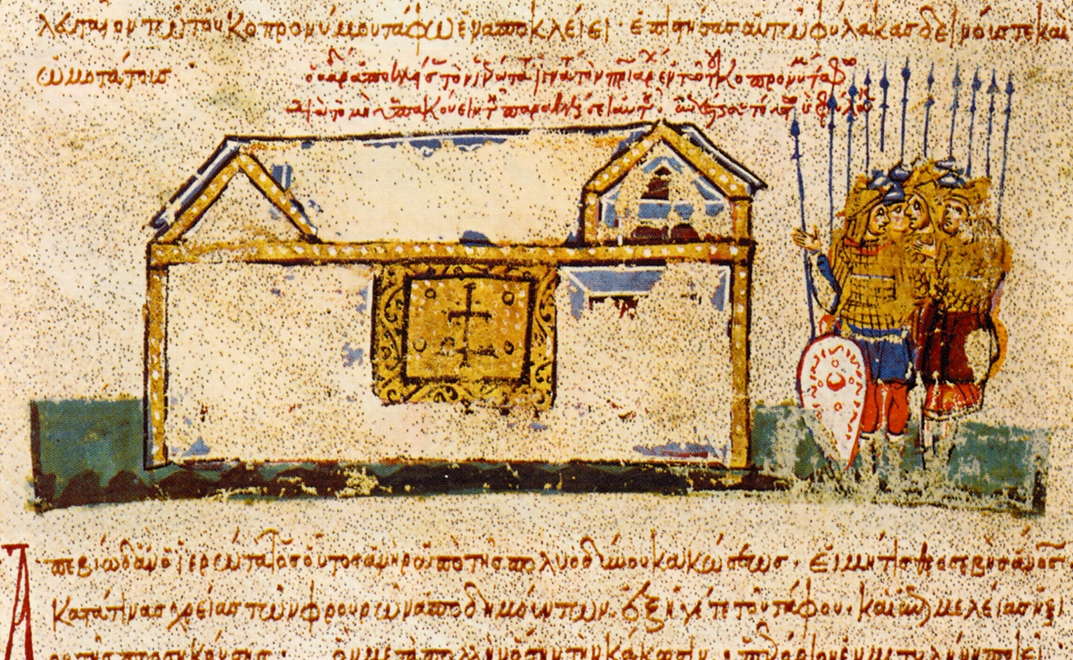
Soldados guardando Inácio após a sua deposição por Bardas
Escilitzes de Madri, detalhe fol. 76va

Um crítico feroz do César Bardas, Inácio perdeu apoio após o imperador Miguel III, o Ébrio e Bardas terem removido Teodora da corte em 857 Ele foi forçado a renunciar e foi substituído pelo leigo Fócio. Quando este, por sua vez, reverteu algumas das políticas de seu predecessor, os aliados de Inácio apelaram para o Papa Nicolau I, que primeiro tentou não se intrometer na controvérsia, mas ele acabou por condenar Fócio no Quarto Concílio de Constantinopla. As causas imediatas deste conflito eram a questão da precedência do papa em relação ao patriarca, a inclusão da cláusula Filioque no credo e a jurisdição sobre a recém-convertida Bulgária.
Em 867, Basílio I, o Macedônio tomou o trono à força e, buscando apoio de Nicolau I e de Luís II, imperador do Sacro Império Romano-Germânico, baniu Fócio e restaurou Inácio ao trono patriarcal. Reinstalado na função, Inácio se recusou a ceder ao papado e atraiu a Bulgária de volta para a órbita da Igreja Bizantina em 870 Como tanto Inácio quanto Fócio perseguiam a mesma política, este último foi reconvocado e apontado como tutor dos filhos do imperador. Quando Inácio morreu, em 877, Fócio foi reconduzido ao cargo pelo imperador e reconfirmado no Quarto Concílio de Constantinopla Grego. Ele contribuiu para canonização de Inácio.